# Ambiortiformes
Ambiortiformes — вимерлий ряд птахів підкласу Euornithes. Представники ряду існували впродовж крейдяного періоду (136-65 млн років тому). Мешкали на відкритих рівнинах на території сучасних США і Монголії.

## Класифікація
Станом на 2013 рік відомо 2 описаних роди:
- Ambiortus
- Apsaravis
- Palintropus